# The Antichrist (Destruction)
The Antichrist è il settimo album in studio del gruppo musicale thrash metal tedesco Destruction. È stato pubblicato il 18 settembre 2001.

## Tracce
1. Days of Confusion – 0:49
2. Thrash Till Death – 4:23
3. Nailed to the Cross – 3:46
4. Dictators of Cruelty – 4:31
5. Bullets from Hell – 5:06
6. Strangulated Pride – 3:27
7. Meet Your Destiny – 4:02
8. Creations of the Underworld – 3:54
9. Godfather of Slander – 4:09
10. Let Your Mind Rot – 4:15
11. The Heretic – 3:41
12. Curse the gods (Bonus Track) – 5:25

## Formazione
- Marcel "Schmier" Schirmer – basso, voce
- Mike Sifringer – chitarra
- Sven Vormann – batteria